# Lucky Twice

Logo von Lucky Twice

Lucky Twice war ein schwedisches Mädchen-Popduo.

## Bandgeschichte
Sofie Larsson hatte bereits mit sechs Jahren einen Auftritt in einer der Kinderrollen im Musical Kristina från Duvemåla in ihrer Heimatstadt Malmö. Mit zwölf Jahren folgte ihr erster eigener Erfolg beim Lilla Melodifestivalen 2002, wo sie mit dem Lied Superduperkillen die schwedische Vorentscheidung für den Melodi Grand Prix Nordic (Vorläufer des Junior Eurovision Song Contest) gewann. Obwohl sie im nordeuropäischen Finale nur Sechste wurde, hatte sie danach mit Sommarparty einen Hit in den schwedischen Charts und auch ihr Album Superduper konnte sich gut platzieren. 2005 hatte sie auch eine kleinere Rolle im Teenagerfilm Krama mig.
2006 schloss sie sich mit ihrer Freundin Hannah Reynold zum Duo "Lucky Twice" zusammen. Ihre erste Single Lucky stammte von Jonas von der Burg, Niclas von der Burg und Anoo Bhagavan, die schon für die Sängerin September erfolgreich geschrieben hatten. Das Lied blieb in ihrer Heimat zuerst unbeachtet, wurde dann aber doch in anderen europäischen Ländern veröffentlicht. Daraufhin wurde der Dance-Pop-Song ein großer Erfolg in Spanien, es erreichte Platz 1 der Los 40 Prinicipales und wurde mit Doppel-Platin ausgezeichnet.
So wurde man auch in anderen Ländern auf die beiden aufmerksam. In Finnland und Schweden kamen sie in die Charts, in Deutschland wurde das Lied für die Doku-Soap Gülcans Traumhochzeit um die Hochzeit der Moderatorin Gülcan Kamps als Titelsong ausgewählt.
Ihr Album „Young & Clever“ wurde im Juni 2007 veröffentlicht und am 23. Juli folgte die Single „Hop Non Stop“. 
Die Gruppe Lucky Twice wurde 2010 aufgelöst.

## Mitglieder
- Sofie Larsson (* 3. Februar 1990 in Malmö)
- Hannah Reynold (* 18. Juli 1991)

## Diskografie

### Lucky Twice

#### Alben
- 2007: Young And Clever

#### Singles
| Jahr | Titel Album            | Höchstplatzierung, Gesamtwochen, AuszeichnungChartplatzierungen (Jahr, Titel, Album, Platzierungen, Wochen, Auszeichnungen, Anmerkungen) | Höchstplatzierung, Gesamtwochen, AuszeichnungChartplatzierungen (Jahr, Titel, Album, Platzierungen, Wochen, Auszeichnungen, Anmerkungen) | Höchstplatzierung, Gesamtwochen, AuszeichnungChartplatzierungen (Jahr, Titel, Album, Platzierungen, Wochen, Auszeichnungen, Anmerkungen) | Höchstplatzierung, Gesamtwochen, AuszeichnungChartplatzierungen (Jahr, Titel, Album, Platzierungen, Wochen, Auszeichnungen, Anmerkungen) | Anmerkungen |
| Jahr | Titel Album            | DE | AT | SE | FI | Anmerkungen |
| ---- | ---------------------- | --- | --- | --- | --- | ----------- |
| 2007 | Lucky Young And Clever | DE37 (9 Wo.)DE | AT42 (7 Wo.)AT | SE43 (4 Wo.)SE | FI17 (1 Wo.)FI |             |

### Sofie Larsson

#### Alben
| Jahr | Titel      | Höchstplatzierung, Gesamtwochen, AuszeichnungChartsChartplatzierungen (Jahr, Titel, Platzierungen, Wochen, Auszeichnungen, Anmerkungen) | Anmerkungen |
| Jahr | Titel      | SE | Anmerkungen |
| ---- | ---------- | --- | ----------- |
| 2002 | Superduper | SE21 (7 Wo.)SE |             |

Weitere Alben
- 2004: Super Rockstar Girl

#### Singles
| Jahr | Titel Album            | Höchstplatzierung, Gesamtwochen, AuszeichnungChartsChartplatzierungen (Jahr, Titel, Album, Platzierungen, Wochen, Auszeichnungen, Anmerkungen) | Anmerkungen |
| Jahr | Titel Album            | SE | Anmerkungen |
| ---- | ---------------------- | --- | ----------- |
| 2002 | Sommarparty Superduper | SE17 (6 Wo.)SE |             |

Weitere Singles
- 2002: Superduperkillen